# 板谷学
板谷 学（いたや まなぶ、1971年1月8日 - ）は、中京テレビ放送制作局制作部副部長兼チーフプロデューサー。元アナウンサー → ディレクター、プロデューサー。新潟県刈羽郡西山町（現・柏崎市）出身。新潟県立柏崎高等学校、法政大学卒業。血液型O型。愛称「板やん」。

## 来歴
大学卒業後、1993年に中京テレビに入社し、アナウンス部に配属。以来、数多くの自社製作番組と日本テレビ系列局共同製作番組に出演した。初の総合司会を務めた情報番組『キス・ミス・チック』の初回放送日には、中日新聞テレビ欄に掲載の番組宣伝広告に自身の写真が大々的に使われるなど、当時の若手アナウンサーの中では筆頭の売り出し方をされていた。
その後、制作側の仕事に興味を持つようになり、本人の希望により2003年に社会情報部へ異動。同年4月放送開始の料理番組『ピアット』については、社会情報部異動前に出演が決まっていたため、ADをしながら番組に出演するという異例の体制が組まれていた。2004年10月1日放送分をもって同番組を降板。
その後は東京制作部、スポーツ情報部と異動し、ディレクターおよびプロデューサーとして活動。その間、『いただきマッスル!』や過去に自身が出演していた『おめざめワイド』などを手掛けていた。2007年10月放送開始の『業界クイズ ミニキテ!』では、番組プロデューサー兼司会者として久々のテレビ出演を果たしたが、同時期に中京テレビ本社の制作部へ異動することになったため、出演期間はわずか1か月間だけだった。
2008年6月、中日スポーツにて「かつてのアイドルアナ、今は敏腕プロデューサー・板谷キャスターが帰ってくる」と題し、同年7月に4年ぶりに画面復帰することが伝えられた。また、その月から中京テレビで『ITAYA MANABU RETURNS 板谷学が帰ってくる!!』というCMが放送された。その内容は、中京テレビのマスコットキャラクター・チュウキョ〜くんのスーツアクターだった板谷が新プロジェクトに抜擢されるというものだった。さらに、7月6日から7月20日まで関連特番『朝の顔“板谷学”復活プロジェクト!』が放送され（初回のみ1時間、以降の回では25分間）、新聞紙上にも復活の番組宣伝広告が掲載された。そして、同年7月7日から2010年7月2日までの約2年間、現職のまま『ズームイン!!SUPER』ローカルパートのメインキャスターを務めた。その後は制作へ戻り、同番組の総合演出に携わった。

## 現在の担当番組

### 制作転向後
- なし

## 過去の担当番組

### アナウンサー時代
- おめざめワイド600 （1994年 - 1995年）
- P.S.愛してる! （1994年 - 2001年、アシスタント兼リポーター）
- キス・ミス・チック → キスミスチック'96 （1995年 - 1996年、司会）
- 全国高等学校クイズ選手権中部大会（1995年8月19日）
- めざせ!総・楽・天（1996年 - 1997年、司会）
- それ行け!チンタイくん（1996年 - 1998年）
- キャイ〜ンのギャロンパ（1997年 - 2000年、司会）
- SPORTS STADIUM （1999年 - 2000年、メインキャスター）
- ズームイン!!朝! （2000年 - 2001年、中継キャスター）
- 中京テレビニュースプラス1 （2001年 - 2002年、「参上!デフレ鑑定団」リポーター）
- 中京テレビ・ブリヂストンレディスオープン（2001年 - 2003年）
- その他のスポーツ中継（2001年 - 2003年、高校サッカー・ボクシング担当）
- クスクス（2001年 - 2003年、リポーター）
- Chu!サイト（2001年 - 2003年）
- ほっとてれび（2002年 - 2003年、水曜リポーター）

### 制作転向後
- ピアット（2003年 - 2004年、アシスタント）
- 業界クイズ ミニキテ! （2007年、司会）
- 朝の顔“板谷学”復活プロジェクト! → Itayan （2008年、メインキャスター）
- おめざめワイド（2008年 - 2009年、メインキャスター）
- ズームイン!!SUPER 中京テレビローカルパート（2008年 - 2010年、メインキャスター）
- キャッチ! （2012年 - 2014年、総合演出）
- 上沼・高田のクギズケ!（2014年7月13日 - 2015年6月28日、チーフプロデューサー）
- 前略、大徳さん（2013年11月6日 - 2016年、プロデューサー）
- 太田上田（2015年8月31日 - 2017年8月中旬、プロデューサー・ナレーション）
- ヒューマングルメンタリー オモウマい店（2021年12月7日 - 2022年1月25日、チーフプロデューサー）

## CD
- P.S.愛してる!オリジナルバレンタインソング P.S.バレンタインに（1995年発売、歌：板谷学 & 半田佳子）